# Lisia Skała (Klasztorzysko)

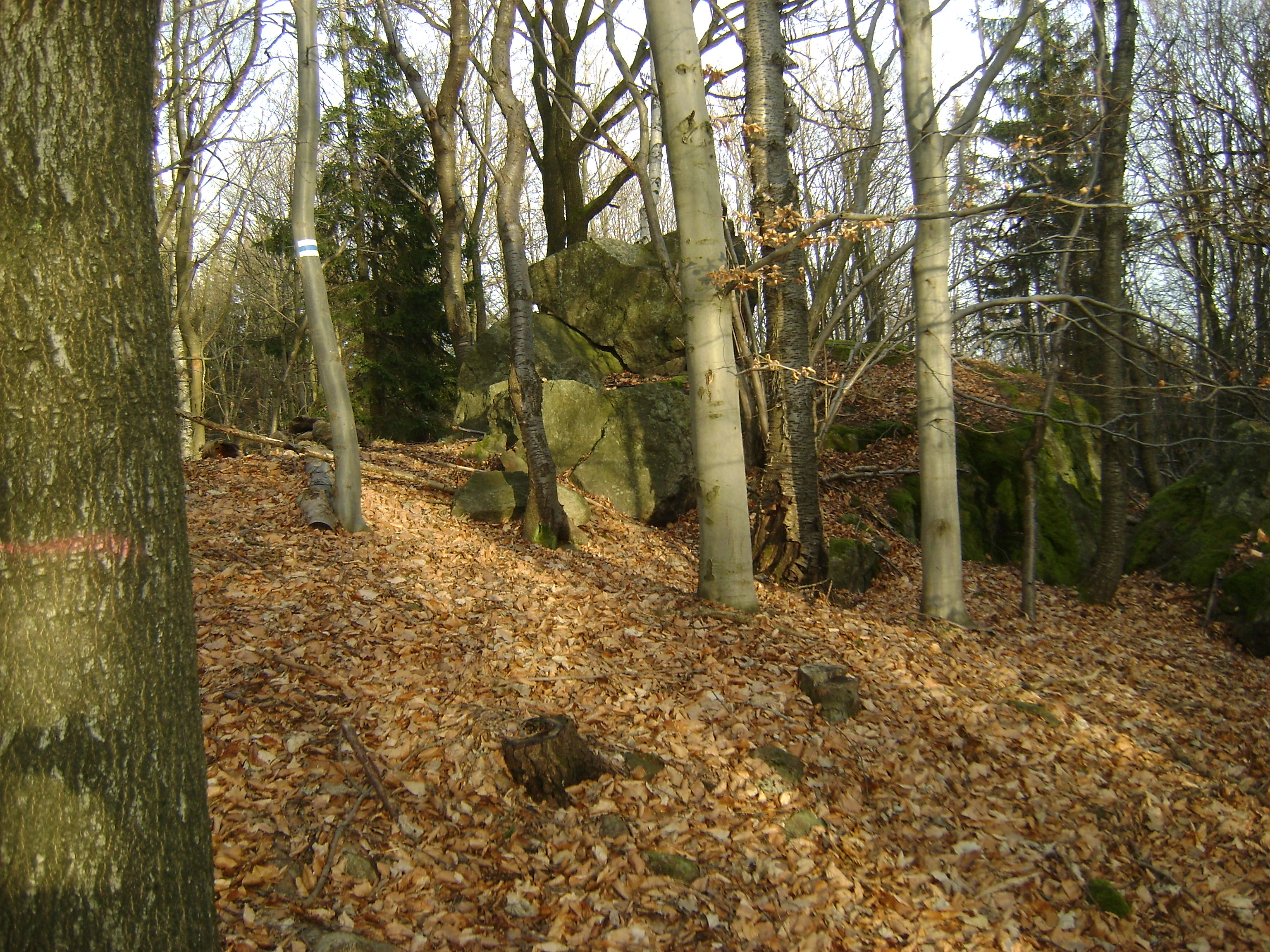
Lisia Skała

Lisia Skała – niewielka skałka stojąca na wysokości ok. 620 m n.p.m. w lesie na południowo-wschodnim zboczu Klasztorzyska.